# Castulo (genre)
Pour les articles homonymes, voir Castulo (homonymie).
Genre
Castulo est un genre de lépidoptères (papillons) de la famille des Erebidae et de la sous-famille des Arctiinae. 
Il comporte deux espèces, toutes deux endémiques d'Australie :
- Castulo doubledayi Walker, 1854
- Castulo plagiata Newman, 1857